# Comuna Craiva, Arad
Craiva (în maghiară: Bélkiráymező) este o comună în județul Arad, Crișana, România, formată din satele Chișlaca, Ciuntești, Coroi, Craiva (reședința), Mărăuș, Rogoz de Beliu, Stoinești, Susag, Șiad și Tălmaci.

## Demografie
Componența etnică a comunei Craiva
     Români (79,15%)
     Romi (11,07%)
     Alte etnii (0,53%)
     Necunoscută (9,24%)
Componența confesională a comunei Craiva
     Ortodocși (76,94%)
     Penticostali (7,98%)
     Baptiști (2,79%)
     Adventiști (2,02%)
     Alte religii (0,88%)
     Necunoscută (9,39%)
Conform recensământului efectuat în 2021, populația comunei Craiva se ridică la 2.619 locuitori, în scădere față de recensământul anterior din 2011, când fuseseră înregistrați 2.880 de locuitori. Majoritatea locuitorilor sunt români (79,15%), cu o minoritate de romi (11,07%), iar pentru 9,24% nu se cunoaște apartenența etnică. Din punct de vedere confesional, majoritatea locuitorilor sunt ortodocși (76,94%), cu minorități de penticostali (7,98%), baptiști (2,79%) și adventiști (2,02%), iar pentru 9,39% nu se cunoaște apartenența confesională.

## Politică și administrație
Comuna Craiva este administrată de un primar și un consiliu local compus din 11 consilieri. Primarul, Ioan Coșa[*], de la Partidul Social Democrat, este în funcție din octombrie 2020. Începând cu alegerile locale din 2024, consiliul local are următoarea componență pe partide politice:
|  | Partid                          | Consilieri | Componența Consiliului | Componența Consiliului | Componența Consiliului | Componența Consiliului | Componența Consiliului | Componența Consiliului |
|  | ------------------------------- | ---------- | ---------------------- | ---------------------- | ---------------------- | ---------------------- | ---------------------- | ---------------------- |
|  | Partidul Social Democrat        | 6          |                        |                        |                        |                        |                        |                        |
|  | Partidul Național Liberal       | 2          |                        |                        |                        |                        |                        |                        |
|  | Alianța Național Țărănistă      | 1          |                        |                        |                        |                        |                        |                        |
|  | Alianța pentru Unirea Românilor | 1          |                        |                        |                        |                        |                        |                        |
|  | Forța Dreptei                   | 1          |                        |                        |                        |                        |                        |                        |

## Atracții turistice
- Biserica de lemn "Buna Vestire" din satul Ciuntești, construită în anul 1725, cu picturi de interior în stil bizantin (picturi realizate pe pânză sau pe lemn de tei)
- Trasee montane spre Vârful Gârbei
- Valea Mărăușului